# Червен Астрахан
Червен Астрахан е руски сорт ябълка. Произхожда от руския град Астрахан към 1780 година.
Плодовете са средно едри (ср.т. 90 г.), кълбовидни, почти кръгли, светложълти, с размит червен оттенък, покрити с дебел восъчен налеп. Узряват в края на юли. Плодовото месо е бяло, със зеленикав оттенък, нежно, сочно, приятно кисело, ароматно, с добри вкусови качества.
Дървото е умерено растящо, с широко кълбовидна корона, родовито.